# Villiers Ltd

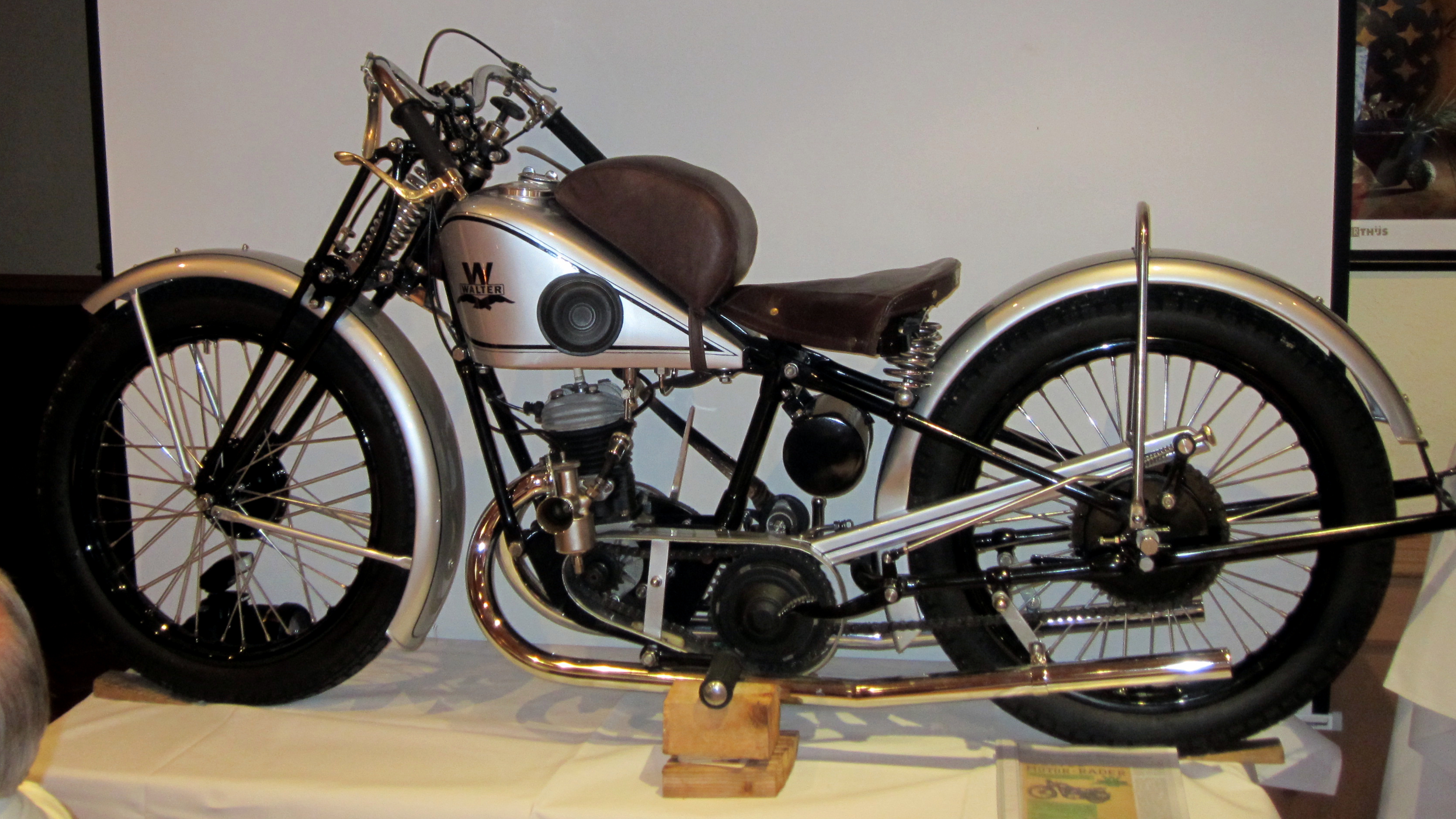
Walter-Rennmaschine mit 175-cm³-Villiers-Motor

Villiers war ein britisches Unternehmen zur Herstellung von Fahrradtechnik und Motorradtechnik.
Etwa 1898 gründete John Marston das Werk in der Villiers Street in Wolverhampton als Zulieferbetrieb für Sunbeam. Die Sunbeam-Werke stellten damals Fahrräder, Messing- und Eisenwaren her. Später erweiterte Sunbeam das Angebot und baute Automobile und Motorräder.
In der Villiers Street wurden anfangs Fahrradpedale für die Sunbeam-Räder hergestellt, später kamen Freilaufnaben hinzu. Sir Charles Marston, der Sohn von John Marston, übernahm später das Unternehmen. Im Jahr 1912 wurde die Villiers Engineering Co. Ltd. gegründet. Noch vor dem Ersten Weltkrieg begann die Produktion von kleinen Zweitaktmotoren zum Einbau in Motorradfahrwerke. Im Laufe der Jahre wurden Einbaumotore unterschiedlicher Hubraumklassen, hauptsächlich aber im Bereich 100 cm³ bis 250 cm³ in großer Stückzahl, nicht nur für Motorräder, sondern etwa auch als Stationärmotoren produziert und auch ins europäische Ausland exportiert.
Der klassische Villiersmotor der 1920er-Jahre hatte eine außenliegende Schwunglichtmagnetzündung mit Zündverstellung durch einen großen Hebel. In diesen Jahren machten besonders die sehr schnellen 175-cm³-Rennzweitakter Villiers außerhalb Großbritanniens bekannt. So gewann beispielsweise Monet et Goyon 1924 die französische Meisterschaft in der Klasse bis 175 cm³.
Bekannt ist der 1963 erschienene von Hooper konstruierte 250er-Zweitakt-Rennmotor Starmaker mit 25 PS bei 6500/min in der Geländesport- und 32 PS bei 7500/min in der Rennausführung. Zudem wurde für den Trial-Sport eine drehmomentstarke Ausführung mit 14 PS bei 5500/min gebaut. Auffällig sind an diesem Einzylindermotor die beiden 28,6 mm (1⅛ in) weiten Amal-Vergaser, die nicht gleichzeitig öffnen, um bessere Übergänge und besseres Anspringen zu erreichen. Für den Cotton-Rennstall schlugen Derek Minter und andere Fahrer mit diesem Motor die leistungsstärkeren Ariel-Twin und gelegentlich bei Flugplatzrennen Mike Hailwoods Ducati.